# 東京大學阿塔卡馬天文台
東京大學阿塔卡馬天文台（University of Tokyo Atacama Observatory）是一座天文台，位於智利北部阿塔卡馬沙漠的塞羅查南托峰頂，海拔5,640公尺（18,500英尺），位於火山穹丘內。該地點位於阿塔卡馬大型毫米波/亞毫米波陣列 (ALMA) 所在地拉諾德查南托爾天文台（Llano de Chajnantor Observatory）北偏東不到5公里（3.1 英里），但海拔比ALMA高出580公尺（1,900英尺）。
東京大學阿塔卡馬天文台比位於同一山峰上的弗雷德楊次毫米望遠鏡（Fred Young Submillimeter Telescope）預定地高出28公尺（92 英尺）。該觀測站由東京大學研究院和理學部2024年開始營運。